# Wiener Basketballverband
Der Wiener Basketball Verband (WBV) ist ein Landesverband des Österreichischen Basketballverbandes (ÖBV). Er arbeitet an der Förderung, der Ausübung und Organisation des Basketballsportes in Wien.

## Tätigkeitsfelder
- Organisation, Durchführung und Überwachung von Wettbewerben, Spielen der Verbandsauswahlen und Veranstaltungen der Mitgliedsvereine
- Vertretung der Rechte und Interessen des Verbandes bei Ämtern, beigetretenen nationalen Vereinigungen und anderen Organisationen
- Finanzielle und sportliche Unterstützung der Mitgliedsvereine, auch durch die Zuerkennung von Preisen
- Öffentlichkeitsarbeit
- Angebot von Aus- und Weiterbildungen
- Finanzierung der eigenen Arbeit

## Präsidenten
| Präsident             | Amtszeit           |
| --------------------- | ------------------ |
| Peter Korecky         | bis September 2011 |
| Petr Baxant           | 2011–2017          |
| Dr. Thomas Holzgruber | seit November 2017 |